# 자장몐
작장면(중국어 간체자: 炸酱面, 정체자: 炸醬麵, 병음: zhájiàngmiàn, 한자음: 자장몐)은 중국의 동북부(주로 베이징 인근)의 가정 요리이다. 면 요리들 가운데 하나로 보통 짠 물을 이용하기 때문에 짠 편이다. 대한민국에서 즐겨먹는 음식 중 하나인 짜장면의 원형이 되기도 하였으며, 일본 모리오카시의 향토음식인 모리오카 자자멘의 원형이 되었다.

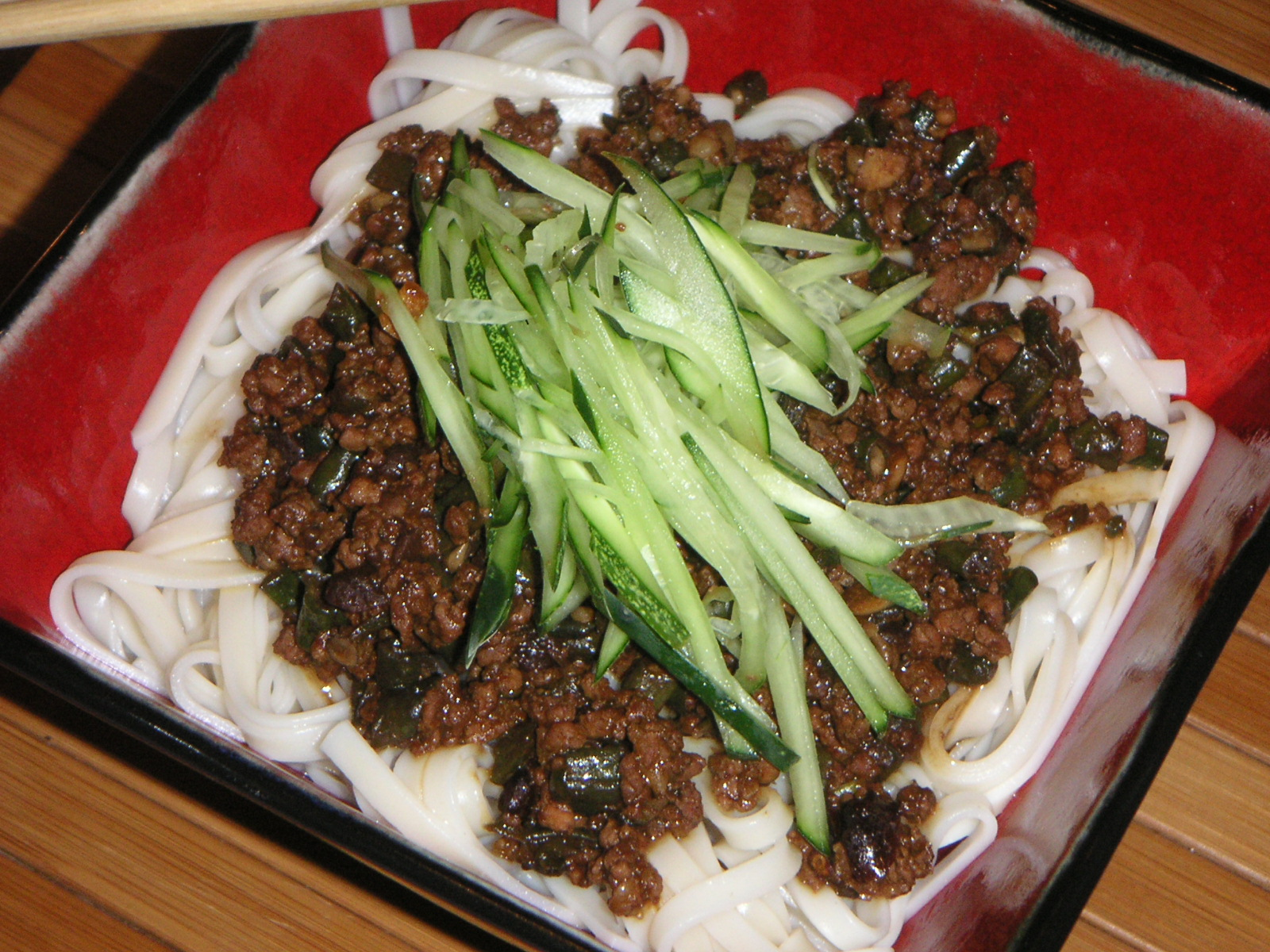
작장면
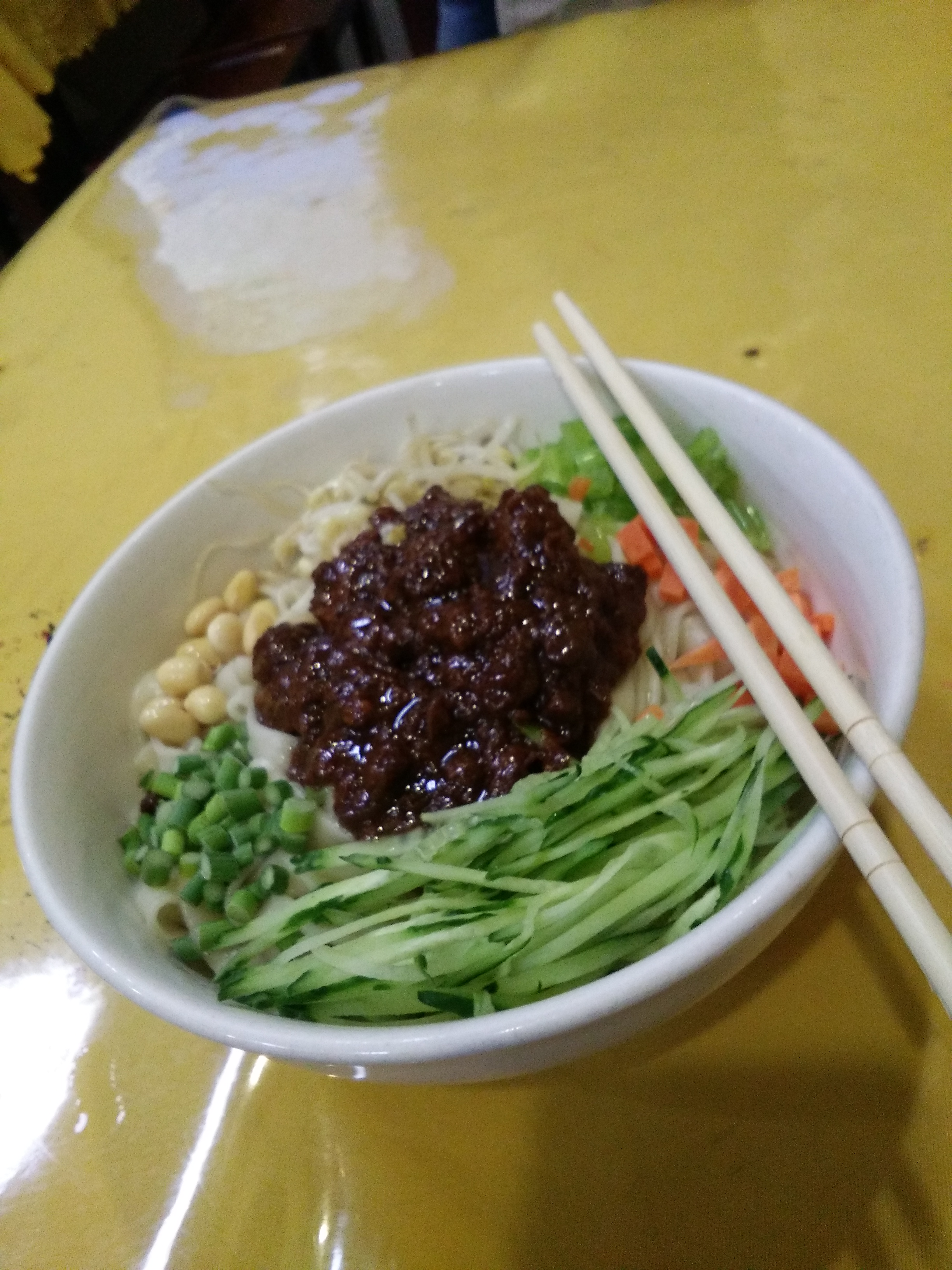

## 같이 보기
- 짜장면